# Умирающая Земля (серия)
«Умирающая Земля» (англ. Dying Earth) — название серии книг написанных Джеком Вэнсом и нескольких авторизованных сиквелов к ним, созданных другими авторами. Все книги объединены общим местом действия и героями. Характерными темами произведений серии являются декаденс, упадок нравов и порочность человеческой природы, слияние науки и магии в единое целое, изменения социальной структуры общества. Одним из главных и самых популярных действующих лиц цикла является Кугель — антигерой, мошенник и авантюрист, никогда не упускающий случая воспользоваться окружающими к своей выгоде даже если это требует переступить через нормы морали и порядочности, но часто и сам становящийся жертвой мошенничества и обмана.

### Джек Вэнс
- Умирающая Земля (The Dying Earth, 1950)
- Глаза чужого мира (The Eyes of the Overworld, 1966)
- Сага о Кугеле (Cugel’s Saga, 1983)
- Риальто Великолепный (Rhialto the Marvellous, 1984)

### Авторизованные произведения других авторов
- В поисках Симбилиса (A Quest for Simbilis, 1974) — роман Майкла Ши.
- Хью Мастер Оттенков (Hew the Tintmaster, 2010) — рассказ Майкла Ши.
- Песни Умирающей Земли (Songs of the Dying Earth, 2009) — трибьют-антология издательства Subterranean Press.

Также к данному циклу относится серия книг «Умирающая Земля — РПГ» издательства Pelgrane Press, содержащая учебники, карты, описания монстров, списки заклинаний для организации ролевых игр по мотивам цикла.

## Мир Умирающей Земли
Действие книг происходит в отдаленном будущем, когда Солнце готово вот-вот погаснуть, а магия правит миром. Луна ушла со своей орбиты и исчезла в космосе. Цивилизация находится в упадке, люди раздроблены и живут в отдельных городах, по большей части представляющих собой руины и остатки былого величия. Землю населяют вампиры, деоданды, лейкоморфы, призраки, и другие монстры, что делает передвижение между городами трудным и опасным предприятием для неподготовленного путешественника. Философия и мировоззрение многих действующих лиц характеризуются фатализмом — они осознают неизбежность приближающегося конца, когда Солнце погаснет и вся жизнь на Земле исчезнет, и поэтому проводят свои дни предаваясь порокам и не слишком заботясь о завтрашнем дне. Магия тоже является только отголоском прошлого. В давно минувшую эпоху Великого Мотолама волшебникам были известны тысячи могущественных заклинаний, теперь же от них остались только сотни, известные благодаря сохранившимся книгам. Между некоторыми магами и торговцами редкостями идет постоянная скрытая или явная борьба за обладание книгами с заклинаниями или магическими артефактами.
Описание системы магии в книгах менялось на протяжении серии. В большинстве книг Вэнса применение магии основано на использовании книг с заклинаниями. Волшебники могут читать заклинание из книги непосредственно либо запоминать и впоследствии произносить в нужное время. При этом упоминается, что заклинания были созданы в древние времена различными людьми на основе понимания сущности законов мироздания и применения немагических наук, в частности, математики. В первой и третьей частях «Риальто Великолепного» эта система дополняется камнями Иоун, извлекаемыми из недр погасших звезд и обладающих магическими свойствами. Чем больше камней собирает маг, тем сильнее он становится, в том числе и за счет усиления произносимых заклинаний. Вторая часть «Риальто Великолепного» — Дуновение Фейдера — предлагает иную систему магии. Указывается, что любое заклинание представляет собой набор команд адресованных неким существам со сверхъестественными способностями, которые делятся (по силе) на меддлингов, сандестинов, и дайхаков. В данном произведении маги уже не используют заклинания как таковые, а просто разговаривают с подчиненными им существами в произвольной форме, заставляя их исполнять приказания. Последующие книги серии, написанные не Вэнсом, придерживались одной из систем, комбинировали или изменяли их в зависимости от предпочтений авторов.